# サウロマタイ

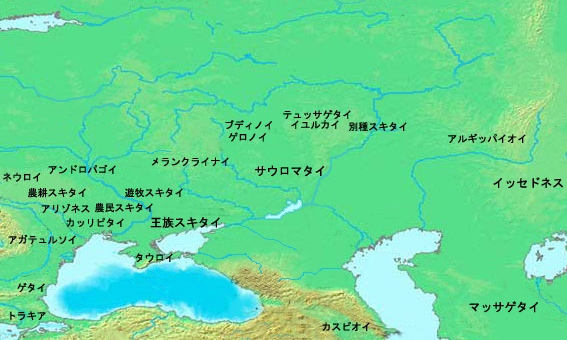
紀元前6世紀の諸民族とサウロマタイ人の位置。

サウロマタイ（古代ギリシア語: Σαυρομάται）は、紀元前7世紀から紀元前4世紀にかけて南ウラル地域にいた遊牧騎馬民族。紀元前4世紀以後は東方から移動してきたサルマタイに吸収され、同化していったと思われる。

## 歴史

### 起源

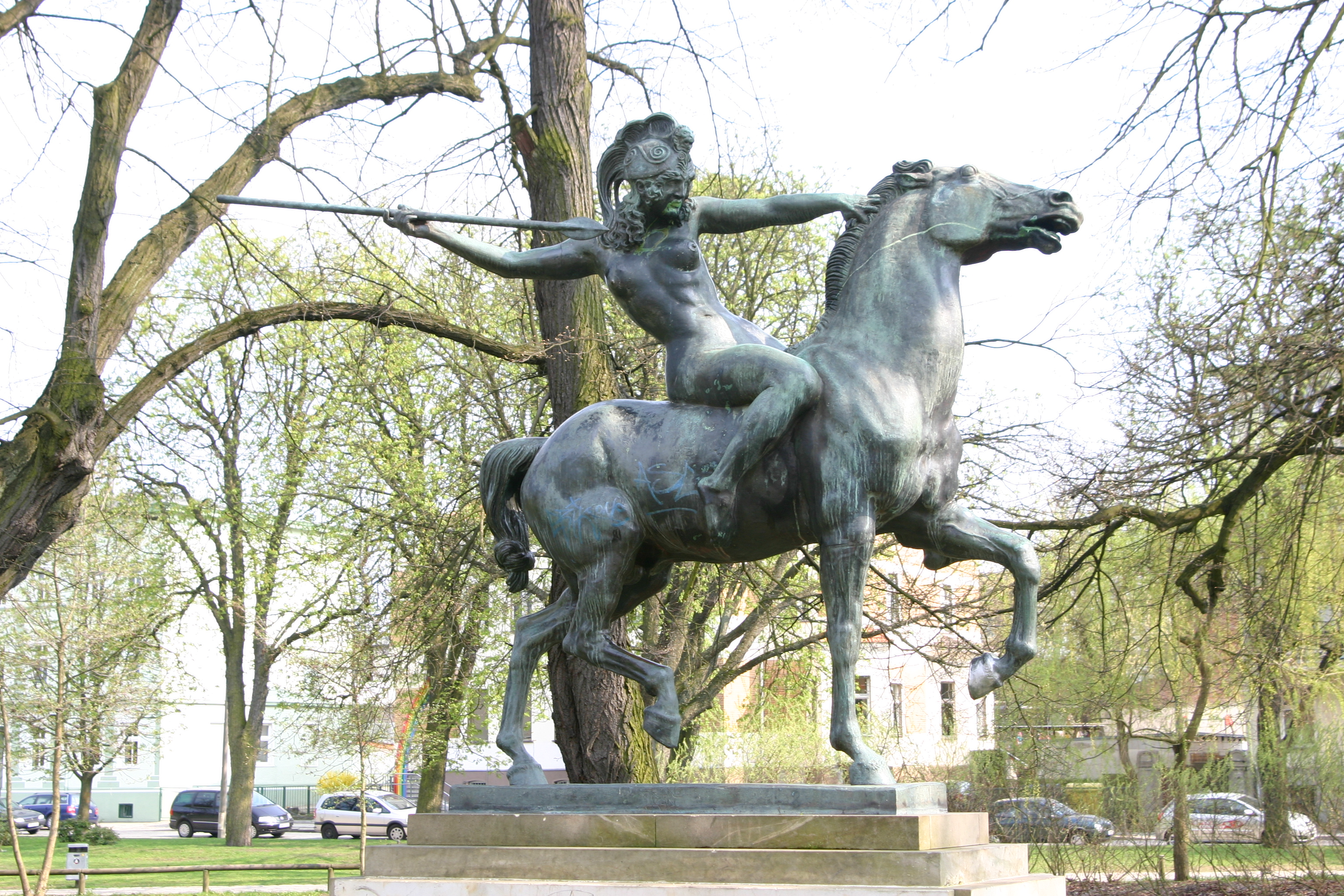
アマゾーンの女性戦士像。（ドイツ ハノーファー ヴァイデンダム公園）

古代ギリシアの歴史家ヘロドトスは『ヒストリアイ（歴史）』において次のように記している。
ギリシア人は女性戦士集団アマゾン族と戦ったとき、テルモドン河畔の戦いで勝利を収め、その捕虜を船に乗せてギリシアへ帰ろうとした。ところが船中でアマゾンが反乱を起こし、ギリシア人を一人残らず殺してしまったため、船は漂流し、黒海北岸のアゾフ海沿岸に漂着した。そこはスキタイの領地であったため、アマゾンはスキタイと戦うことになった。スキタイの方では新来者が何者であるかわからなかったが、それが女性たちであることを知ると、戦いをやめてアマゾンと同じくらいの人数の若者たちを選んで彼女たちに差し向けた。若者たちは適当な距離を保って敵意のないことを示し、徐々にアマゾンに近づいて行った。あるとき一人のアマゾンが用便をしているところに一人のスキタイの若者が近寄っていくと、彼女は拒まずに彼のなすがままになった。お互いに言葉はわからなかったが、身振り手振りで意思を通わせ、翌日仲間を連れてくることを約束した。こうして両グループは次第に親しくなり、遂に一緒に生活するようになった。そのうちアマゾンの方がスキタイの言葉を理解するようになり、会話も可能になった。アマゾンたちはすでにスキタイと戦って殺してもいるので、スキタイの中に入ることを拒み、一緒に東方に逃げることを望んだ。若者たちもそれに同意し、タナイス河（ドン川）を渡って東方に移住した。このアマゾンとスキタイの若者の子孫がサウロマタイになったという。

### ダレイオス1世のスキタイ征伐
アケメネス朝のダレイオス1世（在位：前522年 - 前486年）はボスポラス海峡を渡ってトラキア人を征服すると、続いて北のスキタイ人を征服するべく、イストロス河を渡った。これを聞いたスキタイが周辺諸族に協力を要請したため、サウロマタイはスキタイに協力して西南から攻め寄せるペルシア軍と戦うことにした。この時、サウロマタイはスキタイ王の一人であるスコパシスの部隊に属し、侵攻してくるペルシア軍を焦土作戦とともに奥地へ招き寄せて翻弄した。最後はスキタイ、ゲロノイ、ブディノイ連合軍と共にペルシア軍をイストロス河の向こうへ追い出すことに成功し、勝利を収めた。

## 習俗

### 生活
サウロマタイの女性は祖先の伝統を受け継いで男性と同じ服装で馬に乗り、狩猟をして戦場に出かける。また、娘は敵の男子を一人殺さぬうちは嫁に行かない。そのため、中には一人も殺せず、嫁に行かないまま老いていく者もいた。
サウロマタイの住居は荷車と一体であるので、古代のギリシア人は同じ習俗を持つアガテュルソイとともに彼等を「ハマクシビオイ（車上暮らし族）」とも呼んだ。

### 言語
サウロマタイはスキタイ語を用いるが、昔から訛りがあり、ヘロドトスは「アマゾンたちが正確にスキタイ語を覚えなかったため」としている。

## 居住地
サウロマタイの居住地はタナイス河（ドン川）を渡り、マイオティス湖（アゾフ海）の奥隅から北へ15日の行程範囲に住むとされ、現在のロシア連邦・ヴォルゴグラード州周辺だと思われる。この地は木が一本もなく、草原地帯であった。

## 考古学によるサウロマタイ文化
紀元前7世紀から紀元前4世紀、西部カザフスタンからウラル地方南部、ヴォルガ川下流域、北カフカス、ドン川下流左岸に至る広い範囲でスキタイ文化と類似するサウロマタイ文化が分布した。サウロマタイ文化の起源については明らかではないが、土着のヌル文化に先スキタイ文化や中央アジアの初期遊牧文化が影響して発展した文化であるとみなされる。サウロマタイはスキタイ同様にイラン系言語を母語とする騎馬遊牧民集団であるが、埋葬儀礼や動物様式の好みなどの点で独自の特徴をもっている。ヘロドトスはサウロマタイがスキタイとアマゾンの結婚に起源をもつとしているが、実際アマゾンに象徴されるように、サウロマタイ文化では女性戦士や巫女の埋葬址が多数知られており、女性の社会的地位が高かったことが判明している。
サウロマタイの遺跡はスキタイ同様にほとんどが埋葬址（古墳）である。文化的中心地はヴォルガ川下流のヴォルゴグラードからサラトフにかけての地域とウラル川中流左岸支流のイレク川流域にあったとみなされている。サウロマタイ文化の全般的傾向としては、ヴォルガ川以東では中央アジアや北アジアの文化と関係が強く、ヴォルガ川以西ではスキタイ文化の影響が強くみられる。
紀元前7世紀から紀元前6世紀に編年される早期のサウロマタイの墓では、被葬者は方形の竪穴墓に仰臥伸展葬（足を軽く曲げている場合もあり）、北西あるいは西を枕にして葬られていた。ベレジュノフカ（Berezhnovka）第1古墳群6号墳4号墓やボアロ（ボロダエフカ、Boaro、Borodaevka）村D24号墳6号墓では墓壙が丸太で覆われ上から火が放たれていた。墓に火を放つ儀礼はサウロマタイに広くみられる。地下の墓ばかりでなく、地上墓もみられ、ウサトヴォ（Usatovo）F13とF14号墳やボアロE23号墳3号墓は旧地表面に作られた木槨墓であった。
副葬品は少なく、土器は青銅製鏃が主である。土器は土器内側から押して口縁部に丸い小さな突起を1列に施した鉢型土器、頸部が短くややくびれて胴部が卵形で頸部に沿って1列に小孔が穿たれた壺型土器、頸部に1列の刺突文が施された壺型土器などの粗製の手捏ね土器や、北カフカスに特徴的な頸部が細く胴部が梨形に膨らんだ壺型土器などの磨研土器がある。青銅製鏃は古い型式の両翼鏃や袋穂が長い三翼鏃、袋穂が短い三翼鏃である。また、ノルカ（Norka）村の埋葬址やエンゲルス（Engel's）市5号墳3号墓などでは棒状の柄頭と蝶形の鍔のある鉄製アキナケス剣が注口付きの大型壺型土器とともに出土し、エンゲルス市12号墳3号墓では紀元前6世紀後半に編年される青銅製鏃と共に、幅の広いハート形の鍔をもつ剣が発見された。また、ヴォルガ・ウラル両河間のリュビモフカ（Lyubimovka）村ラパシン（Lapasin）自然境界1号墳5号墓では紀元前6世紀に編年される「腎臓型」鍔をもつ鉄製アキナケス型剣が発見された。この墓は土壙墓で丸太で覆われ、上から火が放たれていた。
チェリャビンスクのチュリロヴォ（Churilovo）村27号墳とスホメソヴァ（sukhomesova）村7号墳では裏面に鈕がある円形の青銅鏡が出土した。同様な鏡はアルタイのマイエミール期の資料やシルダリヤ下流のサカの墓でも知られ、紀元前7世紀から紀元前6世紀に編年されている。また、オルスク市西方のビシュ・オバ（Bish-oba）古墳ではいわゆるオルビア型青銅鏡が発見された。これは紀元前6世紀から黒海北岸のギリシア人植民市オルビアあるいはスキタイの古墳で知られている柄の先端や基部にスキタイ動物文が付く柄鏡である。ビシュ・オバ古墳は鏡によって紀元前6世紀後半に編年されている。
紀元前6世紀に編年されるトリ・ブラータ（Tri brata）古墳群25号墳2号墓で前期スキタイに特徴的な環状に体を丸めた猛獣が表現された青銅製飾板が出土し、またゾロトゥシンスコエ（Zolotushinskoe）村の砂丘とスースルィ（Susly）古墳群では猛獣が型押しされた金製飾板が発見された。
紀元前6世紀から紀元前5世紀はサウロマタイ文化が最も発展した時期である。サウロマタイの古墳の分布が北ではバシコルトスタン、南では北カフカスのクマ川とテレク川方面まで拡大し、アケメネス朝ペルシアなどの西アジアの製品がもたらされた。サウロマタイ文化の中心地はサラトフ南方のヴォルガ川下流左岸やイレク川左岸流域にあり、多数の古墳が残されている。
ヴォルガ川下流左岸のブリューメンフェリト（Blyumenfel'd）村A12号墳は墳丘の高さが1.6メートル、主体部の深さが3.25メートル、5.4×4.9メートルの隅丸方形の墓壙であり、墓壙の壁は板張りであったと推測されている。墓壙は焼けた植物層で覆われ、さらに旧地表面で動物骨の堆積が検出され、ここで追悼宴が行われたことを示していた。墓壙南東部に2本の被葬者が西南西を枕に安置されていた。被葬者の南西側には馬骨と鉄製ナイフがあり、また左側には鉄製剣と矛が置かれていた。剣の柄頭はアンテナ型で鍔（つば）はハート形である。剣には木製鞘の一部が残存していた。矛の柄の下端には鉄製石突があった。また、青銅製鏃145点を含む箙（えびら）が右側の被葬者の足下に置かれ、左側の被葬者の枕元には青銅製鏃95点と7点の鉄製鏃の入った箙があった。第1の箙には古い型式の両翼鏃が含まれていた。両被葬者の左側には緑色で透明な玉が1点ずつあり、報告者はギリシアとの関係を示唆している。また、イノシシの牙に歯をむき出した猛獣が彫刻された馬具の一部が発見された。このような猪牙製品と歯をむき出した猛獣の表現はサウロマタイに特徴的である。墓壙北西角と北東角に見られた方形のくぼみでは牝牛と牡羊の骨の堆積が検出された。南西角付近には東西に分かれる間仕切りがあったようで、西側の部分は撹乱されていた。墓壙西側には鉄製くつわ3対と青銅製鏃、鹿が彫刻された骨製品があった。馬具には半球形の辻金具やグリフィン頭部や馬頭部をかたどる飾りなどがあった。A12号墳は鏃の型式などから紀元前6世紀から紀元前5世紀初頭に編年される。
イレク川左岸のクマクスキー（Kumakskii）村周辺のメチェト・サイ（Mechet-Sai）墓群2号墳は墳丘の高さが2.03メートル、直径が30メートルである。古墳には全部で8基の地下式横穴墓が造られていた。主体部は古墳中央部に位置する2号墳である。墓は入り口から北東方向に羨道（長さ3.3メートル、最大幅1.8メートル）があり、隅丸方形の墓壙（4.7×4.1メートル、深さ2.45メートル）の南西角に下りながら接続していた。羨道および墓壙全体は上からポプラの丸太や木材で覆われていたが、後にその上から作られた4号墓で破壊されていた。墓壙の床面直上では草あるいは葦の腐敗物や白亜が検出された。墓壙中央に3人の被葬者が別々なレベルに扇状に安置されていた。遺体の保存状態は不良で、右側の遺体のみが仰臥伸展葬、南枕で安置されていたことが判明した。他の2遺体はレベルから判断して追葬である。それと同じレベルに牡羊の骨があり、更にその上の埋土から53点の青銅製鏃を伴う白樺と毛皮から作られた箙が発見された。右側の被葬者の頭部付近からは練物のビーズと箙を懸垂するための鉄製鈎が発見された。墓壙北隅には馬の骨と、鉄製銜と銜留具（3点）、革紐に付く鉄製と青銅製金具、大型の鉄製環などの馬具があった。銜留具は2孔式S字形で、一対のものは両端に動物の頭が表現されていた。青銅製品では牙形飾りと幅の太い環があり、前者は幅の広い部分に山岳山羊頭部がかたどられ、後者にはフック状の突起に蹄が表現されている。これ以外の場所でも馬骨と羊骨が発見され、馬2頭と牡羊2頭が墓に納められたとみなされる。また、発掘中に発見された断片によって銅製鍑が羨道に置かれていたことが推測されている。墓の東側の旧地表面で煤や炭が大量に検出され、そこで大きな焚火が行われたことが判明した。墓は青銅製鏃により紀元前6世紀から紀元前5世紀前半に編年される。また、主体部以外の他の追葬墓も紀元前5世紀に編年されている。
メチェト・サイ古墳群の東側に位置するピャチマルィ（Pyatimary）第1古墳群8号墳は南北径28メートル、東西径26.5メートルの不正円形の古墳で、墳丘の高さは3メートルであった。主体部には旧地表面に作られた東西10メートル、南北7メートルの方形の木造構築物があり、四隅で構築物を支えた柱の穴が4か所ずつ確認された。構築物の西半分に2.9×2メートル、深さ0.8メートルの墓壙が作られ、男女と子供の3人が仰臥伸展葬、南枕で埋葬されていた。青銅製棍棒頭あるいは矛の石突、青銅製三翼鏃、鉄製ナイフ断片、鉄製札甲断片、中央アジアに起源する大型の赤色磨研土器片が副葬されていた。さらに、東半分には2人の戦士が旧地表面上に仰臥伸展葬で南南西を枕にして葬られており、構築物の南側には5頭の馬が陪葬されていた。戦士の頭の近くには長さ1.1メートルの鉄製長剣が置かれ、柄には太い金製環と房飾り、鉄製鈎があった。剣の南側には74本の矢が入った革製箙があり、鉄製鈎を伴っていた。戦士は腰に砥石を吊るしていた。陪葬馬はいずれも鉄製くつわが装着され、革紐に青銅製の辻金具や環、ラクダを表現する動物文様の飾板などがつけられていた。馬具はin situで発見されたため、それらの使用方法が明らかになった。古墳は出土した剣や鏃の型式によって紀元前5世紀初頭に編年されている。地表に葬られた2人の戦士は土壙墓に葬られた家族に仕える者で、殉葬とみなされている。このような、埋葬全体を木造の構造物で覆う方法はサウロマタイに特徴的な埋葬儀礼である。
紀元前5世紀末から紀元前4世紀にもサウロマタイの古墳はウラル川流域およびヴォルガ川流域に広く分布している。南ウラル地方では前期サルマタイ時代（プロホロフカ文化）の埋葬が出現してサルマタイ文化が登場したが、ヴォルガ川下流域にはまだ及んでいない。この時期に属すウラル川流域のサウロマタイの古墳では、竪穴墓に被葬者が仰臥伸展葬、西枕で葬られ、いずれも紀元前5世紀後半から紀元前4世紀に特徴的な青銅製鏃を含む箙が副葬されていた。紀元前4世紀以降、ウラル川流域ではサウロマタイ文化にサルマタイ文化が浸透するようになり、サウロマタイの古墳をサルマタイが再利用している。文献史料ではこの時期にタナイス川（ドン川）に迫っていたシュルマタイ（Syrmatai）という集団が記録されている。彼らはサウロマタイのもっとも西にいた集団と考えられている。そしてまもなく、サルマタイの登場が文献に間接的に記録された。

## 参考資料
- （ヘロドトス『歴史』）訳：松平千秋『ヘロドトス』（筑摩書房、1988年、ISBN 4480203109）
- 林俊雄『興亡の世界史02 スキタイと匈奴 遊牧の文明』（講談社、2007年、ISBN 9784062807029）
- 藤川繁彦『世界の考古学6 中央ユーラシアの考古学』（1999年、同成社、ISBN 4886211771）
- 飯尾都人『ディオドロス 神代地誌』（龍溪書舎、1999年、ISBN 4844784722）